# Mauricio Bacarisse
Pour les articles homonymes, voir Bacarisse.
Œuvres principales
Los terribles amores de Agliberto y Celedonia
Mauricio Bacarisse Casulá, né à Madrid le 20 août 1895 et mort dans la même ville le 4 février 1931 , est un poète, écrivain, traducteur et collaborateur en presse espagnol.
Il remporte en 1931 le Prix national de Narration, alors appelé « Prix National de Littérature », pour Los terribles amores de Agliberto y Celedonia.

## Biographie
Mauricio Bacarisse fait ses études à Madrid, au Collège de la Société Française (aujourd'hui le Liceo Francés. Il doit cependant abandonner ses études et chercher un travail, à la suite de la ruine économique de l'affaire familiale de bijouterie. Il est cousin du compositeur espagnol Salvador Bacarisse.
En 1911, il travaille pour la compagnie d'assurances La Unión y el Fénix. Il concilie le travail et ses études : son baccalauréat, puis, comme candidat libre à l'épreuve de philosophie à la Faculté de Philosophie et Lettres de l'Université complutense de Madrid, où il obtient en 1922 le Prix Extraordinaire de fin de carrière. Il exerce ensuite la chaire de philosophie dans les instituts de Port Mahon, Lugo et Ávila.
Il fonde avec son ami Ramón Gómez de la Serna le groupe de discussion du Café Pombo (es) et est compagnon de beaucoup des membres de la Génération de 27, comme Federico García Lorca, Vicente Aleixandre, Jorge Guillén, Rafael Alberti, Gerardo Diego et Dámaso Alonso.
Il publie son premier livre en 1917, El esfuerzo (es), un recueil de poésie dans la lignée du modernisme et de Juan Ramón Jiménez. El paraíso desdeñado (es) (1928) et Mitos (1930) montrent déjà des formes et des termes ancrés dans la poésie pure et l'influence de l'ultraïsme de Rafael Cansinos Assens.
Sa production narrative se réduit au court Las tinieblas floridas (es) (1927) et surtout l'avant-gardiste Los terribles amores de Agliberto y Celedonia (1931), qui reçoit le Prix national de Narration en 1930.
Il est également traducteur de Les Poètes maudits (Los Poetas malditos) et de Jadis et naguère de Paul Verlaine, et de l'Œdipe roi de Sophocle.
Habitué du groupe de discussion du Café Pombo, il apparaît sur le tableau de José Gutiérrez Solana, La tertulia del Café Pombo.
Il est inclus dans la deuxième édition de l'anthologie de Gerardo Diego, Poesía española contemporánea en 1934. En 1989 est édité Poesía completa, qui réunit tous les écrits poétiques de Bacarisse.

## Œuvre

### Œuvre poétique
- El esfuerzo, 1917
- El paraíso desdeñado[2], 1928
- Mitos, 1930

### Œuvre narrative
- Las Tinieblas floridas, 1927
- Los terribles amores de Agliberto y Celedonia[3], 1931

### Traductions
- Los Poetas malditos[4] (Les Poètes maudits) de Paul Verlaine
- Antaño y ayer (Jadis et naguère) de Paul Verlaine
- Edipo rey (Œdipe roi) de Sophocle

### Publications posthumes
- Poesía completa[6], 1989
- Obras[7], 2004